# Gonfreville-Caillot
Gonfreville-Caillot é uma comuna francesa na região administrativa da Normandia, no departamento de Sena Marítimo. Estende-se por uma área de 4,25 km². Em 2010 a comuna tinha 362 habitantes (densidade: 85,2 hab./km²).